# 莫雷拉定理
莫雷拉定理是一个用来判断函数是否全纯的定理。
如果f是一个连续的复值函数，定义在复平面上的开集D内，且对于所有D内的闭曲线C，都满足
{\displaystyle \oint _{C}f(z)\,dz=0}
则f在D内是全纯的。
莫雷拉定理的假设等于是说f在D内具有原函数。
该定理的逆命题不一定成立。全纯函数在定义域内并不一定有原函数，除非加上更多条件。例如，柯西积分定理说明全纯函数沿着一条闭曲线的路径积分为零，只要函数的定义域是单连通的。

## 证明
莫雷拉定理有一个相对简单的证明。不失一般性，我们可以假设D是连通的。固定D内的一个点a，并定义D内的一个复值函数F：
{\displaystyle F(b)=\int _{a}^{b}f(z)\,dz.\,}
这个积分可以是沿着D内从a到b的任何一条路径。函数F是定义良好的，因为根据假设，f沿着从a到b的任何两条曲线的积分一定是相等的。根据微积分基本定理，可知F的导数是f：
{\displaystyle F'(z)=f(z).\,}
特别地，函数F是全纯的。则f也一定是全纯的，因为它是全纯函数的导数。

## 应用

### 一致极限
假设f1, f2, ...是一个全纯函数的序列，在开圆盘内一致收敛于连续函数f。根据柯西积分定理，可知對每個n，順著任意圓盤內的閉曲線C，
{\displaystyle \oint _{C}f_{n}(z)\,dz=0}
而一致收斂則意指，對每個閉曲線C，
{\displaystyle \oint _{C}f(z)\,dz=\lim _{n\rightarrow \infty }\oint _{C}f_{n}(z)\,dz=0}
，因此根据莫雷拉定理，f　一定是全纯函数。這個事實可以用來證明對每一個開集Ω ⊆ C，由所有有界解析函數u : Ω → C 所組成的集合A(Ω) 會是一個在最小上界範數下的複巴拿赫空間。

### 无穷级数和积分
莫雷拉定理可以用于证明由级数或积分所定义的函数的解析性，例如黎曼ζ函数：
{\displaystyle \zeta (s)=\sum _{n=1}^{\infty }{\frac {1}{n^{s}}}}
或伽玛函数：
{\displaystyle \Gamma (\alpha )=\int _{0}^{\infty }x^{\alpha -1}e^{-x}\,dx.}